# Nue Propriété
Pour l’article homonyme, voir l'article Nue-propriété pour la notion de droit.
Pour plus de détails, voir Fiche technique et Distribution.
Nue Propriété est un 
film franco-belge réalisé par Joachim Lafosse, sorti en 2006.

## Synopsis
Pascale, divorcée, vit avec ses deux fils étudiants dont elle s'occupe seule. La grande médiocrité des rapports familiaux quotidiens entre elle, son ex-mari et ses fils finit en drame.

## Fiche technique
- Titre : Nue Propriété
- Titre international : Private Property
- Réalisation : Joachim Lafosse
- Scénario : Joachim Lafosse et François Pirot
- Production : Joseph Rouschop
- Sociétés de production : Tarantula et Mact productions, en association avec les SOFICA Cofinova 2 et Sogécinéma 2
- Photographie : Hichame Alaouie
- Son : Benoît De Clerck
- Montage : Sophie Vercruysse
- Décors : Anna Falguère
- Costumes : Nathalie du Roscoat
- Pays d'origine :  Belgique -  France -  Luxembourg
- Format : couleur - 1,85:1 - 35 mm
- Genre : drame
- Durée : 105 minutes
- Date de sortie : 
  - 1er septembre 2006 (Mostra de Venise)
  - 24 janvier 2007 (Belgique)
  - 21 février 2007 (France)

## Distribution
- Isabelle Huppert : Pascale
- Jérémie Renier : Thierry, fils de Pascale
- Yannick Renier : François, fils de Pascale, frère jumeau de Thierry
- Kris Cuppens : Jan, l'amant de Pascale
- Patrick Descamps : Luc, le père de Thierry et de François
- Raphaëlle Lubansu : Anne, la petite amie de Thierry
- Sabine Riche : Gerda, amie de Pascale
- Dirk Tuypens : Dirk
- Philippe Constant : un ami de Jan
- Catherine Salée : une amie de Jan
- Delphine Bibet : Karine

## Distinctions

### Récompenses
- 2006 : Prix SIGNIS Mention spéciale, Festival du film de Venise[1]
- 2007 : Prix André Cavens[1]

### Nominations
- 2006 : Meilleur film au Festival du film de La Réunion
- 2006 : Mostra de Venise 2006 : compétition officielle